# Academic Search
Academic Search (ou EBSO Academic Search) est un service d'indexation mensuelle ouvert aux États-Unis en 1997 (par EBSCO Information Services, une société d'indexation créée en 1944 à Ipswich, dans le Massachusetts par EBSCO publishing). Son n° ISSN est  (ISSN 1097-0886) et son n°LCCN (Numéro de contrôle de la Bibliothèque du Congrès) est sn97001287.
Sa première mise en service date de 1997. Un outil et service Academic Search Complete (aussi dit Academic Complete) a été ouvert 10 ans après (en 2007), antérieurement connu sous le nom Academic Premier. 
Son objectif est universitaire et international.  Il couvre des domaines aussi variés tels que, par exemple, les sciences sociales, l'éducation, la psychologie… Ce service utilise comme support de  publication des revues scientifiques, des bulletins émis par des sociétés savantes, des magazines, des journaux et plus récemment des CD-ROM ou contenus multimédia.
870 périodiques de portée supranationale à mondiale ont été indexés et ont fait l’objet de résumés. 
De 1990 à 2015, ce service a couvert plus de trois millions d'articles ,
C’est une base et un service d’indexation et de résumés analytiques, accessible via le World Wide Web.
Il couvre plus de 8 500 périodiques (en texte intégral) dont 7 300 titres sont des revues. L’anglais est largement dominant. Cependant, l'accès aux collections francophones de revues en sciences humaines et sociales du portail Persée a été rajouté depuis EBSCO Discovery Services (EDS).
En plus du texte intégral, Academic Complete (anciennement Academic Premier) offre une indexation et des résumés pour plus de 10 100 journaux et un total de plus de 10 600 publications, dont des monographies, des rapports, des comptes rendus de conférences, entre autres. 
Bien que la couverture complète couvre la période de 1965 à l'heure actuelle, des fichiers .pdf sont disponibles pour des documents datés d’à partir de 1887.
Les domaines couverts sont notamment la zoologie, la biologie, la géologie, l’anthropologie, la géographie, des études de territoires, des études ethniques et multiculturelles, l'astronomie, la chimie, les technologies, le génie civil, le génie électrique, le génie mécanique, l’alimentation, le droit, la science des matériaux, les mathématiques, la musique, les sciences pharmaceutiques, la physique, la psychologie, la religion et la théologie, la science vétérinaire, des études sur les femmes ou le genre, et bien d'autres domaines. Il est mis à jour sur une base quotidienne ,,.
Le Champ de recherche donne accès à des articles en « texte intégral » (pouvant eux-mêmes comporter de nombreuses références), des titres de revues académiques, des auteurs, date de publication, des résumés, des sommations, références citées, et des images pertinentes (les résultats peuvent inclure des images miniatures),
Certains sont des documents tombés dans le domaine public ou publiés dans ce domaine.